# Comorella spectabilis
Comorella spectabilis là một loài nhện trong họ Linyphiidae.
Loài này thuộc chi Comorella. Comorella spectabilis được Rudy Jocqué miêu tả năm 1985.